# Museumsquartier metróállomás
Museumsquartier egy metróállomás Bécsben a bécsi metró U2-es vonalán.

## Szomszédos állomások
A metróállomáshoz az alábbi állomások vannak a legközelebb:
- Karlsplatz
- Volkstheater

## Átszállási kapcsolatok
Az U2/U5 metróberuházás miatt az U2-es metró 2021. májusa és 2024. december 6. között nem érintette ezt az állomást.
| U2 (Karlsplatz ↔ Seestadt) |                        |                                                                     |
| Állomás                    | Átszállási kapcsolatok | Fontosabb létesítmények                                             |
| Museumsquartier            | 57A                    | Szépművészeti Múzeum; Természettudományi Múzeum, Mariahilfer Straße |